# واکنش رایسرت
واکنش رایسرت(به انگلیسی: Reissert reaction) مجموعه ای از واکنش‌های شیمیایی است که کینولین را به کینالدیک اسید تبدیل می‌کند. کینولین‌ها طی واکنش با آسیل کلریدها و پتاسیم سیانید، ۱-آسیل-۲-سیانو-۲٬۱-دی هیدروکینولین‌ها را می‌دهند که با نام ترکیبات رایسرت نیز شناخته می‌شوند. هیدرولیز این ترکیبات، کینالدیک اسید مد نظر را تولید می‌کند.
واکنش رایسرت با ایزوکینولین‌ها و بیشتر پیریدین‌ها با موفقیت صورت می‌پذیرد.